# Compagnia Arcieri Monica
La C.A.M. - Compagnia Arcieri Monica A.S.D. è una associazione sportiva che si dedica alla pratica ed alla diffusione dello sport del tiro con l'arco.

## Storia
Fondata a Gallarate nel dicembre del 1972, fu affiliata alla FITARCO - Federazione Italiana Tiro con l'arco nel 1973 quale 23ª società in Italia e prima nella provincia di Varese.
La società ha avuto ed ha tuttora fra le sue file numerosi arcieri che hanno conquistato podi internazionali di alto livello, tra i quali:
- Michele Frangilli - tre medaglie Olimpiche, 11 titoli mondiali e 8 titoli Europei
- Carla Frangilli - tre titoli Mondiali e un titolo Europeo
- Andrea Tarelli - due titoli Europei

La società ha negli anni conquistato 95 titoli Italiani tra individuali e squadre.
Nel 2007 la società ha organizzato una gara di Coppa del Mondo a Varese.